# Laurent Menager

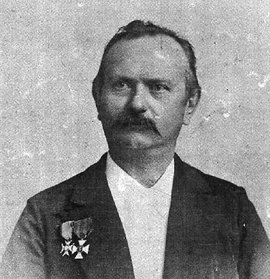
Laurent Menager

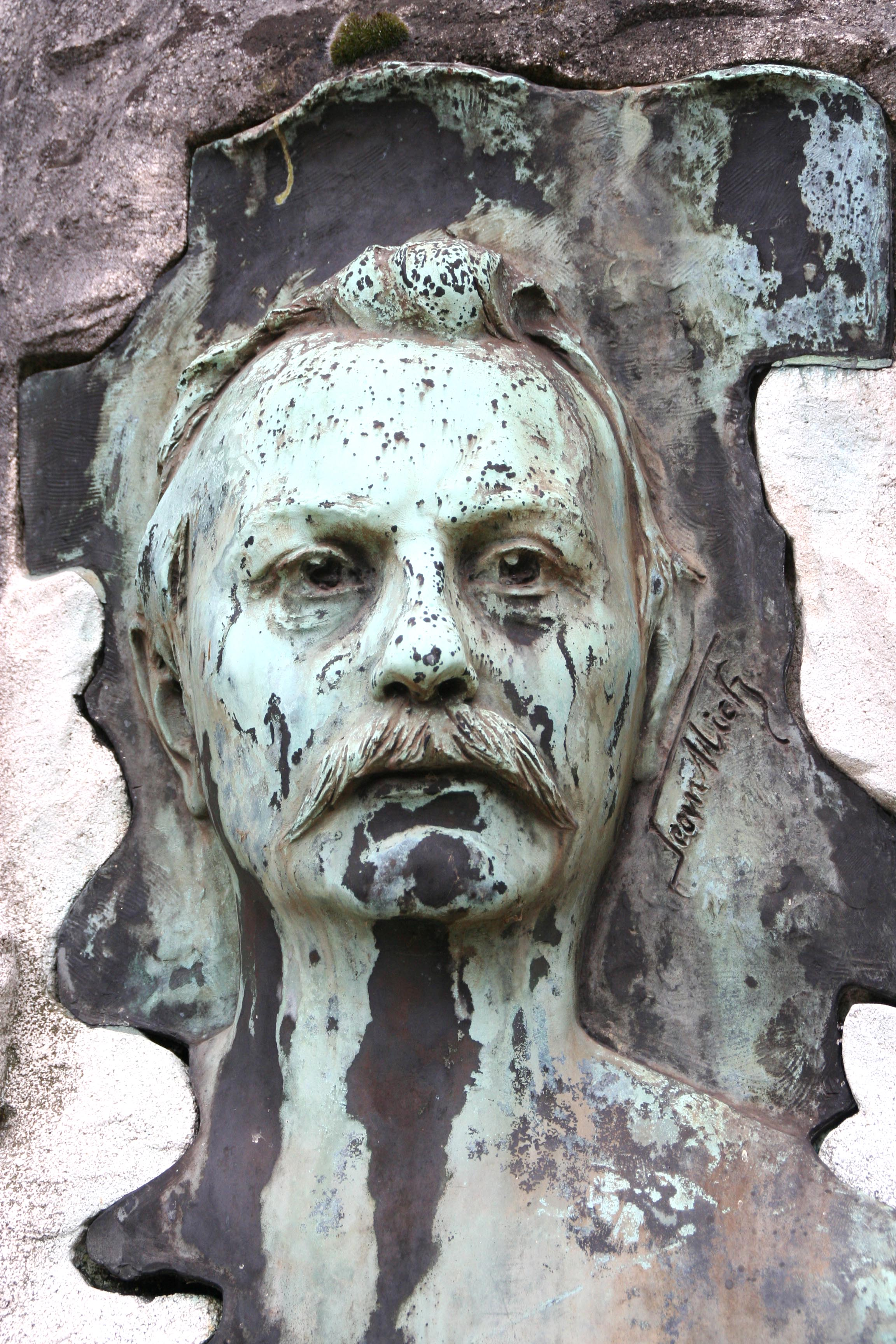
Konterfei Menagers auf seinem Grab

Laurent Menager, auch Lorenz Menager, (* 10. Januar 1835 in Luxemburg-Pfaffenthal, Großherzogtum Luxemburg; † 7. Februar 1902 in Luxemburg) ist ein luxemburgischer Komponist, Organist und Musikpädagoge.

## Leben
Laurent Menager wuchs als der älteste Sohn mit fünf Geschwistern in Pfaffenthal auf. Sein Vater Maximilian, ein Bäckermeister, brachte ihm das Flötenspiel bei. 1847 besuchte Menager das humanistische Gymnasiuman Athénée de Luxembourg. Ein Garnisonsmusiker der preußischen Armee gab Menager Violin-, Cello- und Klavierunterricht. Seine ersten kleineren Kompositionen stammen aus der Zeit seines Studiums der Harmonielehre. Nach seinem Abitur im Jahre 1855 studierte Menagers bei Ferdinand Hiller am Conservatorium der Musik in Coeln Komposition.
Menager kehrte 1856 zunächst ohne Studienabschluss in die Stadt Luxemburg zurück und fand dort eine Anstellung als Lehrer an der dortigen Musikschule. 1857 übernahm er die musikalische Leitung des von ihm mitgegründenten Gesangverein Sang & Klang. 1860 erhielt er das Diplom des Kölner Konservatoriums für sein Streichquartett op. 1 in A-Dur. Von 1861 bis zu seinem Tod war er Organist an der Pfaffenthaler Pfarrkirche und arbeitete als Musikpädagoge an verschiedenen Schulen der Stadt.  1863 gründete er zusammen mit Johann-Anton Zinnen und anderen den Allgemeinen Luxemburger Musikverein der heutigen Gesellschaft Union Grand-Duc Adolphe (UGDA). 1891 wurde er hier Gesangsdirektor. Er war ebenso Leiter der Philharmonie. Er komponierte Chöre, Operetten, Blas-, Symphonie- und Kammerstücke, sowie Messen und Lieder.
Menager starb am 7. Februar 1902. Luxemburg trauerte über seinen Tod; seiner Beerdigung wohnten etwa 6000 Menschen bei, darunter Vertreter von 45 Verbänden.

## Werke (Auswahl)
Publikationen
- Kritische Gesamtausgabe Abteilung I: Vokalwerke. Band 1: Messen für gemischten Chor
- Publikation in Isidor Comes: Op der Wuecht, Linden & Hansen, Letzeburg, 1918
- Die Hymne: Wilhelmus von Nassauen. (Mit Noten) In: Hémecht, 1898, S. 464–469.
- Über die bei der Echternacher Springprozession ausgeführte Melodie. (Mit Noten) In: Hémecht, 1901, S. 240–243.

Kammermusik
- Quatuor à cordes (1859)
- Prière du soir (Abendlied) für Cello und Klavier

Lieder
- De schie Long (1894)
- Unsere Heimath
- Margréitchen
- De Lëtzebuerger Greechen
- Déi schéinste Blumm
- Eng Tréin
- Ihr lieben Vögelein
- Aus der Kannerzäit

Messen
- Pie Jesu

Operetten
- Den Här an d'Madame Tullepant (1893)
- Den Här President
- En ass rosen
- De scheie Jong